# Like an angel/雨の日に恋をした
『Like an angel/雨の日に恋をした』（ライク アン エンジェル/あめのひにこいをした）は、音楽ユニットSee-Sawのボーカリスト・石川知亜紀のソロによるファーストシングルである。

## 解説
2003年にリリースされたソロデビューアルバム『Inner Garden』に続いてリリースされたシングル。『Inner Garden』収録曲のうち2曲をリカットした両A面シングルである。
石川は本作リリースの翌年である2005年に芸名を石川智晶に改めているため、石川知亜紀名義でのシングルは本作のみである。

## 収録曲
全作詞・作曲：石川知亜紀
1. Like an angel
（編曲：加藤みちあき）
テレビアニメ『高橋留美子劇場 人魚の森』オープニング主題歌
2. 雨の日に恋をした
（編曲：水谷公生）
TBS系列「ランク王国」2003年12月度オープニング・テーマ
3. 春
（編曲：加藤みちあき）
4. Like an angel（without vocal）
5. 雨の日に恋をした（without vocal）